# Liste der Biografien/Schif
Liste der Biografien |
Portal Biografien |
Personensuche
# |
A |
B |
C |
D |
E |
F |
G |
H |
I |
J |
K |
L |
M |
N |
O |
P |
Q |
R |
S |
T |
U |
V |
W |
X |
Y |
Z |
?
 
Sa |
Sb |
Sc |
Sd |
Se |
Sf |
Sg |
Sh |
Si |
Sj |
Sk |
Sl |
Sm |
Sn |
So |
Sp |
Sq |
Sr |
Ss |
St |
Su |
Sv |
Sw |
Sy |
Sz
 
Sca–Sce |
Sch |
Sci–Scz
 
Scha |
Schc |
Schd |
Sche |
Schg |
Schi |
Schj |
Schk |
Schl |
Schm |
Schn |
Scho |
Schp |
Schr |
Schs |
Scht |
Schu |
Schv |
Schw |
Schy
 
Schia |
Schib |
Schic |
Schid |
Schie |
Schif |
Schig |
Schih |
Schij |
Schik |
Schil |
Schim |
Schin |
Schio |
Schip |
Schir |
Schis |
Schit |
Schiu |
Schiv |
Schiw |
Schiz
Die Liste der Biografien führt alle Personen auf, die in der deutschsprachigen Wikipedia einen Artikel haben. Dieses ist eine Teilliste mit 192 Einträgen von Personen, deren Namen mit den Buchstaben „Schif“ beginnt.

## Schif
- Schif, Rabea (* 1978), deutsche Fernsehmoderatorin

### Schifa
- Schifani, Renato (* 1950), italienischer Politiker
- Schifano, Helen (1922–2007), US-amerikanische Kunstturnerin

### Schife
- Schiferl, Lois (1906–1979), österreichischer Heimatdichter und Autor
- Schiferli, Rudolf Abraham von (1775–1837), Schweizer Chirurg und Professor

### Schiff
- Schiff Giorgini, Michela (1923–1978), italienische Ägyptologin und Filmschauspielerin
- Schiff, Adam (* 1960), US-amerikanischer Politiker der Demokratischen Partei
- Schiff, Alfred (1863–1939), deutscher Klassischer Archäologe, Sportfunktionär und -historiker
- Schiff, András (* 1953), ungarischer Pianist und DirigentAndrás Schiff (* 1953)

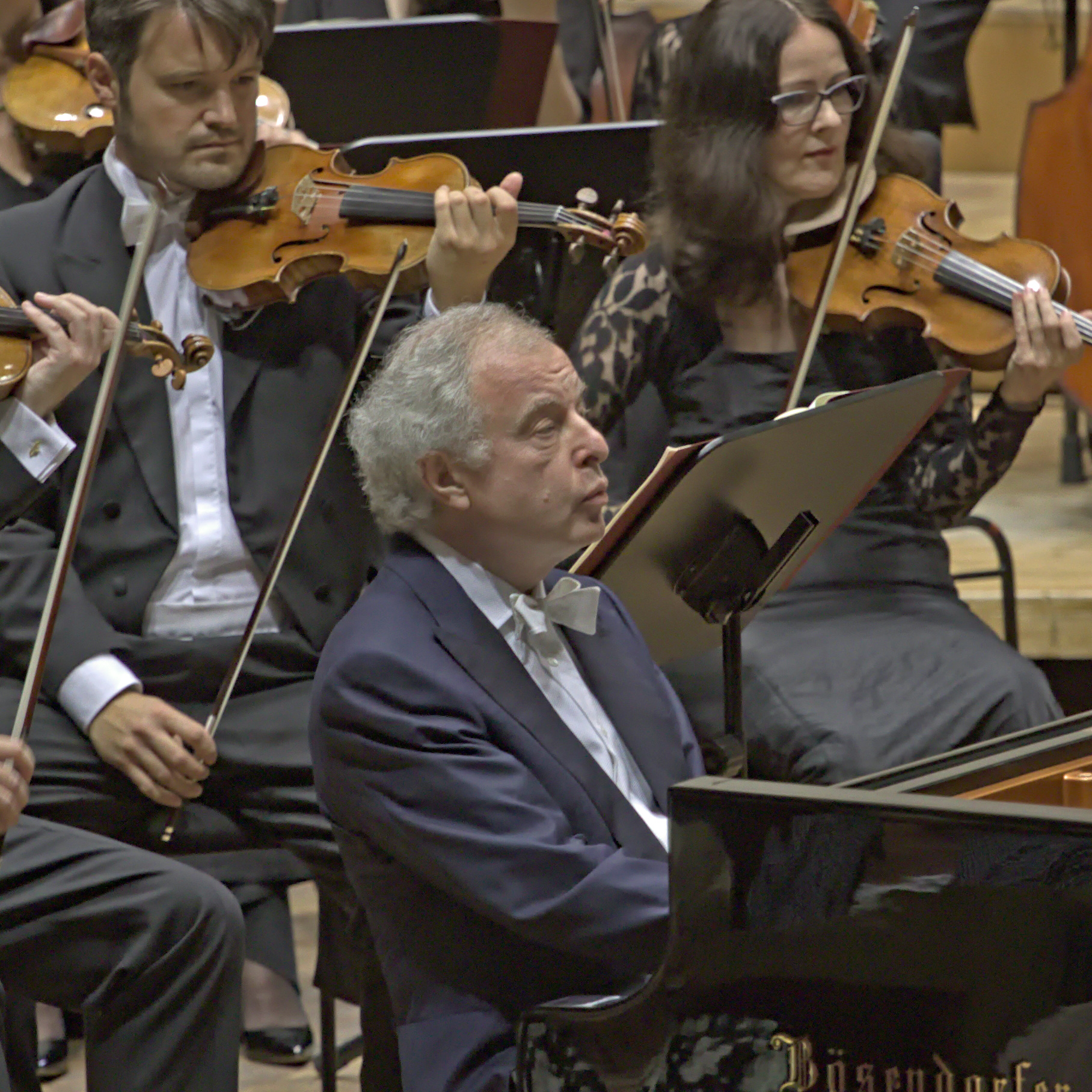
András Schiff (* 1953)

- Schiff, Beate (1932–1997), deutsche Bildhauerin, Zeichnerin und Malerin
- Schiff, Brad, US-amerikanischer Animator
- Schiff, David Tevele († 1791), Großrabbiner des Vereinigten Königreichs
- Schiff, Dorothy (1903–1989), US-amerikanische Zeitungsverlegerin
- Schiff, Eduard (1849–1913), österreichischer Mediziner
- Schiff, Erich (1882–1970), deutscher Jurist und Bühnenautor
- Schiff, Friedrich (1908–1968), österreichischer Maler, Zeichner und Karikaturist
- Schiff, Fritz (1889–1940), deutscher Mediziner
- Schiff, Fritz (1891–1964), deutsch-israelischer Kunsthistoriker
- Schiff, Gert (1926–1990), deutscher Kunsthistoriker und Hochschullehrer
- Schiff, Hans (1896–1937), deutscher Kommunist und deutsch-sowjetischer Journalist
- Schiff, Hans Bernhard (1915–1996), deutscher Autor
- Schiff, Hans Peter (* 1943), deutscher Diplomat und Botschafter
- Schiff, Heinrich (1951–2016), österreichischer Cellist und Dirigent
- Schiff, Helmut (1918–1982), österreichischer Komponist und Musikpädagoge
- Schiff, Hermann (1801–1867), deutscher Schriftsteller
- Schiff, Hugo (1834–1915), deutscher Chemiker
- Schiff, Hugo (1892–1986), deutscher Rabbiner und Literaturwissenschaftler
- Schiff, Irwin (1928–2015), US-amerikanischer Ökonom, Autor des Libertarismus und Aktivist der Steuerverweigerung
- Schiff, Jakob Heinrich (1847–1920), BankierJakob Heinrich Schiff (1847–1920)

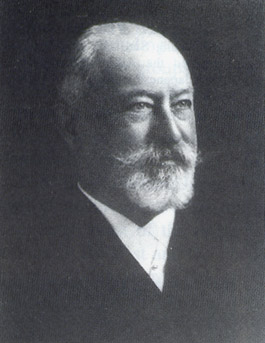
Jakob Heinrich Schiff (1847–1920)

- Schiff, John D. (1907–1976), deutsch-amerikanischer Fotograf
- Schiff, Julia (* 1940), deutsche Schriftstellerin und Übersetzerin
- Schiff, Leonard (1915–1971), US-amerikanischer Physiker
- Schiff, Mario (1868–1915), italienischer Romanist und Hispanist deutscher Abstammung
- Schiff, Moritz (1823–1896), deutscher Physiologe
- Schiff, Nadine, kanadische Filmproduzentin, Filmautorin, Autorin und Philanthropin
- Schiff, Naomi (* 1994), belgische und ruandische Automobilrennfahrerin
- Schiff, Otto (1875–1952), britischer politischer Aktivist
- Schiff, Peter (1923–2014), deutscher Schauspieler und Synchronsprecher
- Schiff, Peter (* 1963), US-amerikanischer Wirtschaftskommentator, Autor und Börsenmakler
- Schiff, Richard (* 1955), US-amerikanischer SchauspielerRichard Schiff (* 1955)

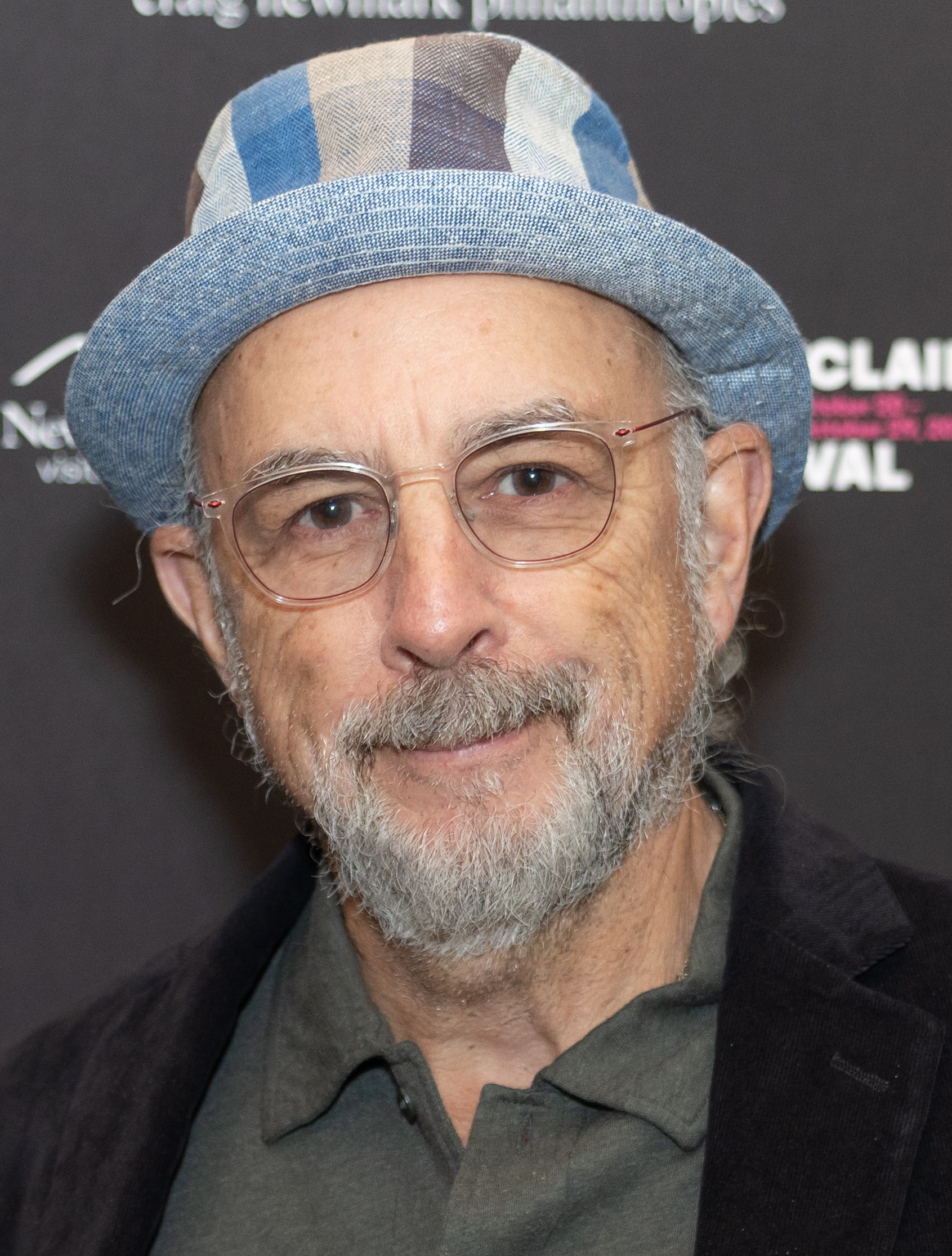
Richard Schiff (* 1955)

- Schiff, Robert (1854–1940), deutsch-italienischer Chemiker
- Schiff, Robert (1869–1935), österreichischer Maler
- Schiff, Robert (* 1934), deutscher Schriftsteller und Maler
- Schiff, Sol (1917–2012), US-amerikanischer Tischtennisspieler
- Schiff, Stacy (* 1961), US-amerikanische Biografin und Journalistin
- Schiff, Steven (1947–1998), US-amerikanischer Politiker
- Schiff, Victor (1895–1953), Journalist und Publizist
- Schiff, Violet (1874–1962), britische Kunst- und Literaturmäzenin
- Schiff, Walter (1866–1950), österreichischer Statistiker, Soziologe und Politischer Ökonom
- Schiff, Zeʾev (1932–2007), israelischer Journalist und Militärschriftsteller
- Schiff-Löwenstein, Trude (1907–2003), deutsch-amerikanische Chirurgin
- Schiff-Magnussen, Paula Sedana (1871–1962), deutsche expressionistische Malerin
- Schiffarth, Julia (* 2007), deutsche Fußballspielerin
- Schiffauer, Peter (* 1948), deutscher Jurist
- Schiffauer, Werner (* 1951), deutscher Ethnologe und Publizist
- Schiffel, Anja (* 1977), deutsche Schauspielerin
- Schiffel, Eberhard (1922–2007), deutscher Ingenieur und Hochschullehrer
- Schiffel, Gerhard (1913–2002), deutscher Maler
- Schiffel, Walther (* 1901), deutscher Wirtschafts- und Sozialwissenschaftler
- Schiffelholz, Johann Paul (1685–1758), deutscher Chordirektor und Komponist
- Schiffelholz, Uli, deutscher Jazzmusiker (Schlagzeug, Komposition)
- Schiffels, Waltraud (1944–2021), deutsche Schriftstellerin
- Schiffer, Alexandra (* 1982), deutsche Schauspielerin und Kunsthistorikerin
- Schiffer, András (* 1971), ungarischer Politiker (Lehet Más a Politika)
- Schiffer, Anton (1811–1876), österreichischer Landschaftsmaler
- Schiffer, Brigitte (1909–1986), deutsche Komponistin, Musikethnologin und Musikkritikerin
- Schiffer, Christian (* 1979), deutscher Journalist, Redakteur und Herausgeber
- Schiffer, Christian (* 1985), deutscher Stand-Up-Comedian, Autor, Parodist und Schauspieler
- Schiffer, Claudia (* 1970), deutsches ModelClaudia Schiffer (* 1970)

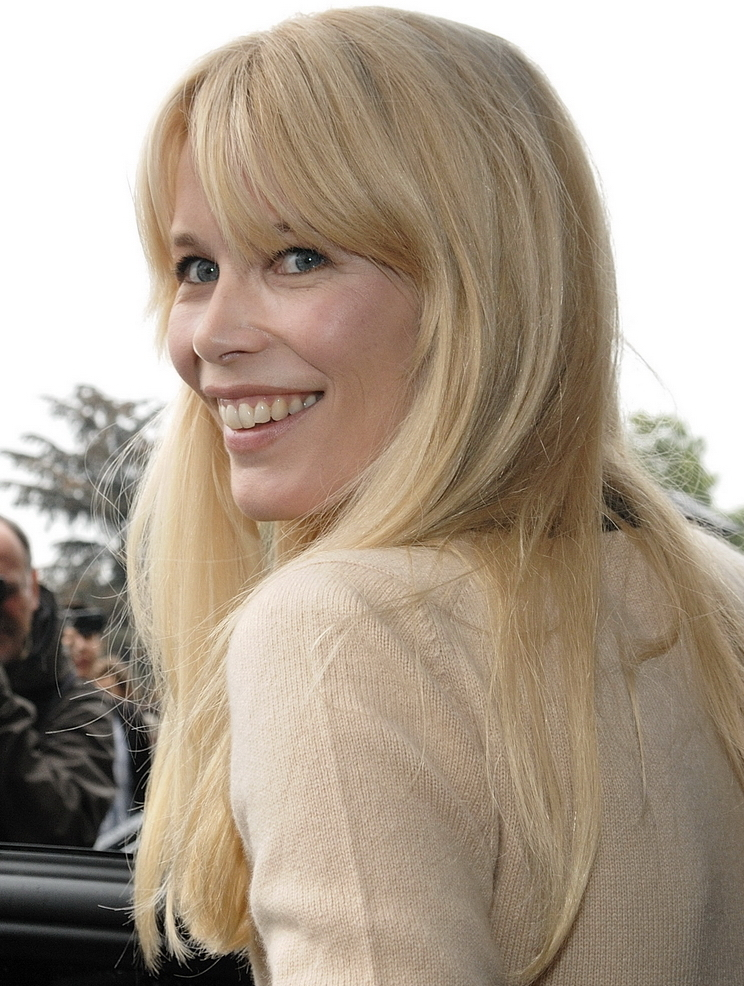
Claudia Schiffer (* 1970)

- Schiffer, Eckhard (* 1944), deutscher Mediziner und Buchautor
- Schiffer, Egidius (1956–2018), deutscher Serienmörder
- Schiffer, Eugen (1860–1954), deutscher Jurist und Politiker (NLP, DDP, LDPD, FDP), MdR, MdV
- Schiffer, Franz Clemens (1896–1940), deutscher Offizier, Landrat und Oberbürgermeister
- Schiffer, Gundula (* 1980), deutsche Schriftstellerin
- Schiffer, Helmut (1928–2022), deutscher Fußballspieler
- Schiffer, Herb (* 1936), deutscher Maler und Glaskünstler
- Schiffer, Hubert (1915–1982), deutscher Jesuit, Wirtschaftswissenschaftler und Überlebender der Atombombe von Hiroshima
- Schiffer, Jan (* 1958), deutscher Autor und Jurist
- Schiffer, John P. (1930–2022), ungarisch-amerikanischer experimenteller Kernphysiker
- Schiffer, Karl Matthias (1867–1930), deutscher Politiker (Zentrum), MdR
- Schiffer, Lilian (* 1988), deutsche Schauspielerin
- Schiffer, Marcellus (1892–1932), deutscher Schriftsteller
- Schiffer, Marcus (* 1987), deutscher Motocrossfahrer
- Schiffer, Martina, deutsche Fußballspielerin
- Schiffer, Matthias (1744–1827), österreichischer Maler, Zeichner und Graphiker in der Zeit des Klassizismus
- Schiffer, Menahem Max (1911–1997), deutschamerikanischer Mathematiker
- Schiffer, Michael Brian (* 1947), US-amerikanisch-kanadischer Archäologe und Anthropologe
- Schiffer, Nina (* 1991), deutsche Schwimmerin
- Schiffer, Patrick (* 1973), deutscher Politiker (Piratenpartei, Bündnis 90/Die Grünen)Patrick Schiffer (* 1973)

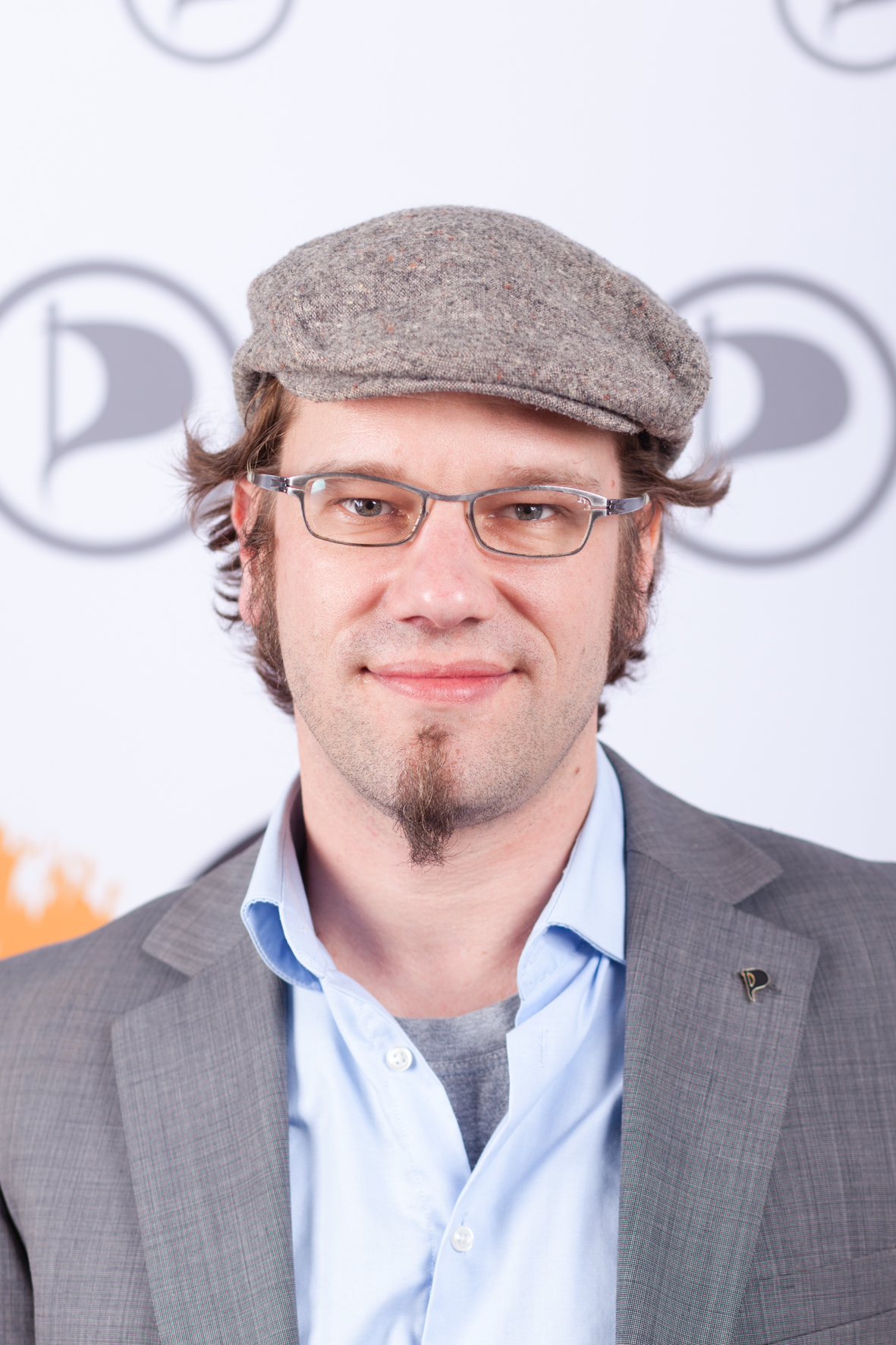
Patrick Schiffer (* 1973)

- Schiffer, Robert (* 1922), deutscher Fußballspieler
- Schiffer, Ruth (* 1962), deutsche Kabarettistin, Autorin und Sängerin
- Schiffer, Sabine (* 1966), deutsche Sprach- und Medienwissenschaftlerin
- Schiffer, Sinai (1852–1923), Rabbiner der Neo-Orthodoxie
- Schiffer, Waltraud (* 1966), österreichische Politikerin und Landwirtin
- Schiffer, Wolfgang (* 1946), deutscher Schriftsteller
- Schifferdecker, Eduard (1833–1915), deutscher Brauereibesitzer
- Schifferdecker, Heinz (1889–1924), deutscher Maler
- Schifferdecker, Johann Philipp (1811–1887), deutscher Industrieller
- Schifferdecker, Wilhelm (1881–1946), deutscher Gewerkschafter und Politiker (SPD), MdL Württemberg
- Schifferer, Andreas (* 1974), österreichischer Skirennläufer
- Schifferer, Anton (1871–1943), deutscher Politiker (NL, DVP), MdR
- Schifferl, Johann Evangelist (1704–1771), deutscher Benediktiner und Abt
- Schifferl, Raphael (* 1999), österreichischer FußballspielerRaphael Schifferl (* 1999)

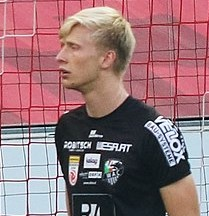
Raphael Schifferl (* 1999)

- Schifferle, Alois (* 1945), deutscher, römisch-katholischer Theologe und Hochschullehrer
- Schifferle, Klaudia (* 1955), schweizerische Malerin, Bildhauerin und Zeichnerin
- Schifferle, Mike (* 1973), Schweizer Triathlet
- Schifferli, Alfred (1912–2007), Schweizer Ornithologe
- Schifferli, Dagmar (* 1951), Schweizer Schriftstellerin und Dozentin für Sozialpädagogik und Gerontologie
- Schifferli, Maurus (* 1973), Schweizer Landschaftsarchitekt
- Schifferli, Peter (1921–1980), Schweizer Verleger
- Schiffermüller, Dietmar (* 1971), deutscher Journalist (NDR)
- Schiffermüller, Johann Ignaz (1727–1806), österreichischer Autor und Zoologe
- Schiffers, Albert (1864–1940), deutscher Speditionsunternehmer und Präsident der IHK Aachen
- Schiffers, Antje (* 1967), deutsche Bildende Künstlerin
- Schiffers, Arno (1901–1964), deutscher Maler, Graphiker und Architekt
- Schiffers, Carl Albert (1935–2014), deutscher Unternehmer, Präsident der IHK Mittlerer Niederrhein
- Schiffers, Emanuel (1850–1904), russischer Schachspieler
- Schiffers, Heinrich (1894–1955), deutscher Archivar
- Schiffers, Heinrich (1901–1982), deutscher Geograph und Afrikaforscher
- Schiffers, Heinrich (* 1978), deutscher Musiker und Filmkomponist
- Schiffers, Jan (* 1977), deutscher Politiker (AfD), MdL
- Schiffers, Oswald (1902–1976), deutscher Graphiker
- Schiffers, Paul Egon (1903–1987), deutscher Bildhauer, Medailleur und Zeichner
- Schiffers, Reinhard (* 1935), deutscher Historiker und Politikwissenschaftler
- Schiffers, Stephan (* 1975), deutscher Filmregisseur und Drehbuchautor
- Schiffert, Christian (1689–1765), deutscher Pädagoge
- Schiffhauer, Nils (* 1955), deutscher Sachbuchautor
- Schiffkorn, Aldemar (1915–1987), österreichischer Germanist und Volksbildner
- Schiffkorn, Fabian (* 1986), österreichischer Schauspieler
- Schiffkowitz (* 1946), österreichischer Liedermacher, Musiker und Sänger
- Schiffl, Rudolf (1941–2013), deutscher Bogenschütze
- Schiffleitner, Julian (* 1994), österreichischer Handballspieler
- Schiffler, A. C. (1889–1970), US-amerikanischer Politiker
- Schiffler, Alexander (* 1982), deutscher Behindertensportler (Sitzvolleyball)
- Schiffler, Charlotte (1909–1992), deutsche Politikerin (CDU), MdL
- Schiffler, Kurt (1896–1986), deutscher Ingenieur, Erfinder und Unternehmer
- Schiffler, Ludger (* 1937), deutscher Didaktiker und Romanist
- Schiffli, Collin, US-amerikanischer Filmemacher
- Schiffmacher, Christian, deutscher Journalist
- Schiffmacher, Henk (* 1952), niederländischer Tätowierer, Designer und AutorHenk Schiffmacher (* 1952)

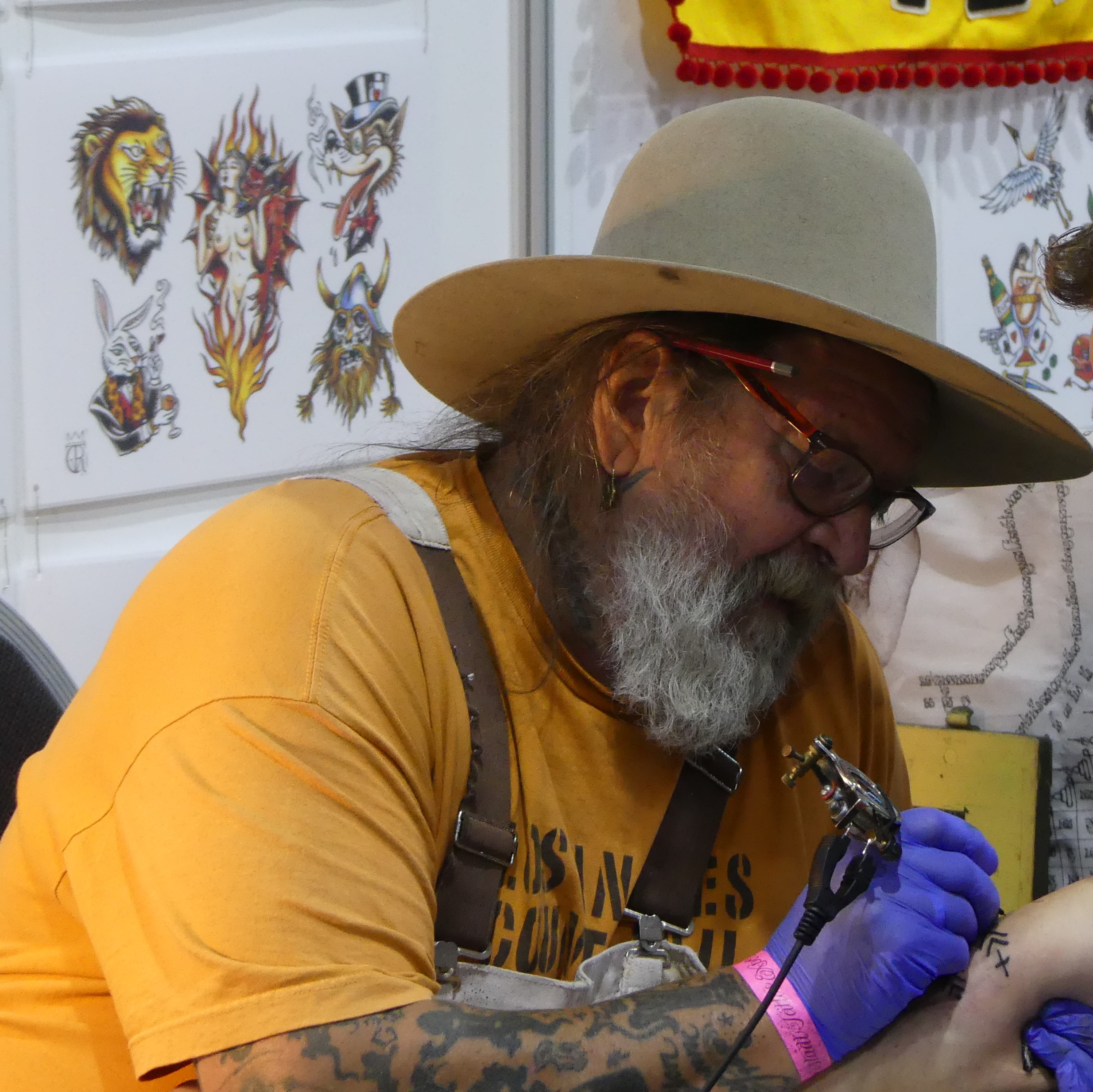
Henk Schiffmacher (* 1952)

- Schiffman, David (1923–1982), israelischer Politiker
- Schiffman, Guillaume, französischer Kameramann
- Schiffman, Lawrence (* 1948), US-amerikanischer Judaist, Autor, Hochschullehrer
- Schiffman, Suzanne (1929–2001), französische Drehbuchautorin und Regisseurin
- Schiffmann, Bodo (* 1968), deutscher MedizinerBodo Schiffmann (* 1968)

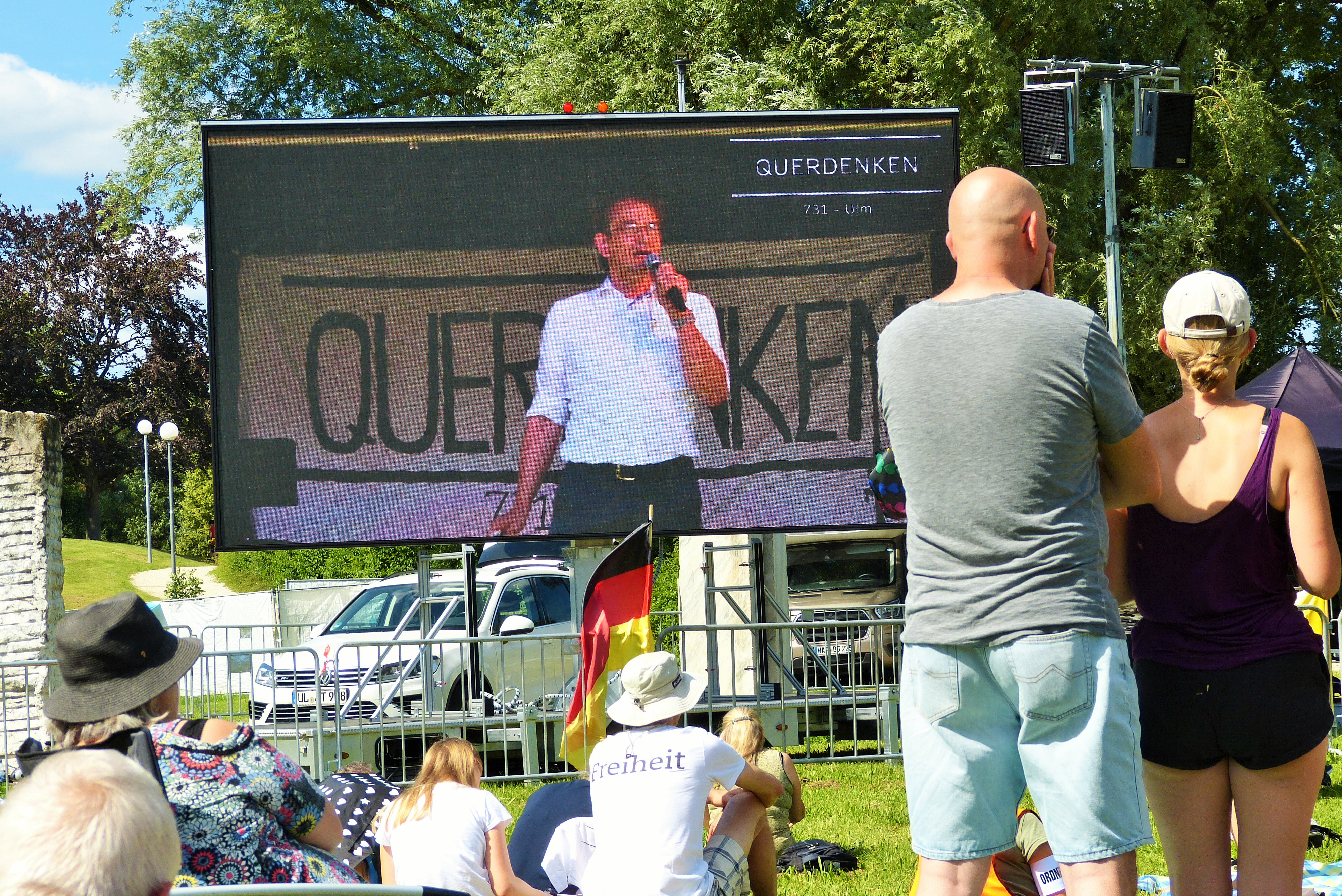
Bodo Schiffmann (* 1968)

- Schiffmann, Dieter (* 1948), deutscher Politiker (SPD), MdL
- Schiffmann, Ernst (1901–1980), deutscher Komponist
- Schiffmann, Gustav Adolf (1814–1883), evangelischer Pastor in Stettin, freimaurerischer Forscher und Schriftsteller
- Schiffmann, Hans (1879–1955), deutscher Politiker (NSDAP), MdR
- Schiffmann, Heinrich (1872–1904), Schweizer Weltreisender, Fotograf und Sammler
- Schiffmann, Israel (1903–1930), rumänischer Schachkomponist
- Schiffmann, Jost (1822–1883), Schweizer Maler, Museumsleiter und Denkmalpfleger
- Schiffmann, Konrad (1871–1941), österreichischer Historiker
- Schiffmann, Theresia (* 1958), österreichische Politikerin (ÖVP), Landtagsabgeordnete in Tirol
- Schiffmann, Veit (* 1958), österreichischer Künstler
- Schiffner, Albert (1792–1873), deutscher Geograph, Schriftsteller und Lexikograph
- Schiffner, Carl (1865–1945), deutscher Hüttenkundler und Hochschullehrer
- Schiffner, Dirk, deutscher Radrennfahrer, Betriebswirt
- Schiffner, Eberhard (1930–2020), deutscher Tierarzt und Politiker (CDU), MdVK und Landrat
- Schiffner, Ernst G. (1903–1980), deutscher Schauspieler und Regisseur
- Schiffner, Gerhard (1905–1975), deutscher Maler und Grafiker
- Schiffner, Heinrich (1853–1938), deutschstämmiger Orgelbauer in Böhmen
- Schiffner, Herbert, österreichischer Skispringer
- Schiffner, Ingeborg (1924–2012), deutsche Tänzerin, Tanzpädagogin und Choreografin
- Schiffner, Jeffrey (* 1982), US-amerikanischer Basketballspieler
- Schiffner, Josef (* 1930), deutsch-österreichischer Skisportler
- Schiffner, Karl (* 1960), österreichischer Sommelier
- Schiffner, Lisa-Marie (* 2001), österreichische Influencerin, Webvideoproduzentin und Unternehmerin
- Schiffner, Markus (* 1992), österreichischer Skispringer
- Schiffner, Michael (* 1949), deutscher Radrennfahrer
- Schiffner, Richard (1881–1953), deutscher Architekt
- Schiffner, Sabine (* 1965), deutsche Schriftstellerin
- Schiffner, Stephan (* 1968), deutscher Kommentator, Redakteur und Journalist
- Schiffner, Viktor Ferdinand (1862–1944), österreichischer Botaniker
- Schiffner, Werner (1914–1999), deutscher Radrennfahrer, Trainer im Radsport
- Schiffrer, Rupert (1924–2004), österreichischer Politiker (FPÖ), Mitglied des Bundesrates
- Schiffrin, André (1935–2013), franko-US-amerikanischer Herausgeber, Autor und Verleger
- Schiffrin, Simon (1894–1985), US-amerikanischer Filmproduzent

### Schifi
- Schifino, Drew (* 1981), US-amerikanischer Basketballspieler

### Schifk
- Schifko, Peter (1938–2012), österreichischer Romanist, Französist, Hispanist und Sprachwissenschaftler
- Schifkorn, Rudolf (1817–1882), österreichischer Techniker

### Schifm
- Schifman, Michail (* 1949), russischer Physiker

### Schifr
- Schifra, Hebamme im Alten Testament
- Schifrin, Alexander (1901–1951), deutsch-russischer Journalist, Publizist und politischer Theoretiker
- Schifrin, Jefim Salmanowitsch (* 1956), russischer Schauspieler
- Schifrin, Lalo (1932–2025), argentinisch-US-amerikanischer Pianist, Komponist, Arrangeur und DirigentLalo Schifrin (1932–2025)

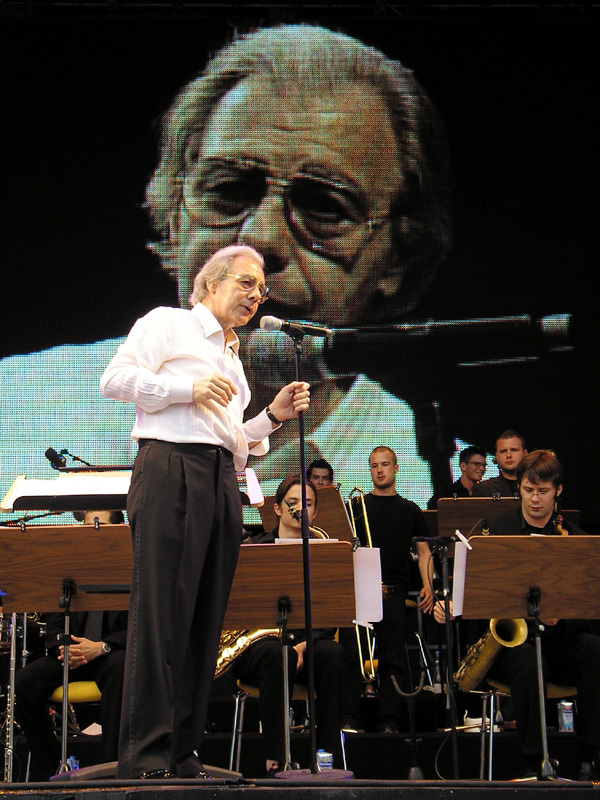
Lalo Schifrin (1932–2025)

### Schift
- Schiftah, Salamat (1938–2023), afghanischer Musiker
- Schiftan, Franz (1870–1936), deutscher Landwirt und Politiker (Deutsche Volkspartei)
- Schiftan, Hans (1899–1941), deutscher Widerstandskämpfer
- Schiftan, Hermann (1883–1942), deutscher Jurist, Kaufmann, Kunstsammler und Opfer des Röhm-Putsches
- Schifter, Günther (1923–2008), österreichischer Journalist, Schauspieler und Radio- und Fernsehmoderator
- Schifter, Herbert (1937–2017), österreichischer Ornithologe